# Kubai sziklaleguán
A kubai sziklaleguán (Cyclura nubila) a hüllők (Reptilia) osztályának pikkelyes hüllők (Squamata) rendjéhez, ezen belül a gyíkok (Sauria vagy Lacertilia) alrendjéhez, a leguánalakúak (Iguania) alrendágához és a leguánfélék (Iguanidae) családjához tartozó faj.
Ez a Karib-térségben őshonos Cyclura nem második legnagyobb faja. Növényevő faj, ami vastag farokkal és tüskés állkapoccsal rendelkezik, a Karib-térség legnagyobb gyíkjainak egyike.
A kubai leguán Kuba szárazföldi sziklás partvidékein és a környező szigeteken él, de egy fogságból kiszabadult populáció megtalálható a Puerto Rico-hoz tartozó Isla Magueyes szigetén. Egy alfaja a Kajmán-szigetek területén honos. A nőstények őrzík a fészkeiket és gyakran fészkelnek a kubai krokodil által ásott gödrökben. Biztonsága érdekében az állat gyakran fügekaktuszokban vagy ezek közelében tartózkodik.
A fogságban történő szaporítási programok keretében a faj egyedszáma emelkedik. A kubai sziklaleguánt használták kísérleti állatként az állati evolúció és kommunikáció kutatására és a fogságban való tenyésztése példaértékű volt a régió többi veszélyeztetett gyíkfaja számára.

## Elterjedése
A kubai sziklaleguán Kuba sziklás partvidékén és a főszigetet körülvevő mintegy 4000 szigeten található meg, beleértve a közigazgatásilag Kubához tartozó Ifjúság-szigetet is, ahol a faj egyik legerősebb populációja található. Populációi az északi és déli partmenti szigeteken és a kubai szárazföld védett területein találhatóak meg. Ide tartozik többek között a Desembarco del Granma Nemzeti Park, a Hatibonico Vadrezervátum, Punta Negra-Quemados Rezervátum, és a Delta del Cauto Vadrezervátum, amik mind Kuba keleti felén vannak. A Guantánamói-öbölben található amerikai haditengerészeti támaszpont leguánpopulációját 2000-3000 egyedre becsülik.
Alfaja, a kajmán-szigeteki sziklaleguán (Cyclura nubila caymanensis) a Kis-Kajmán-és Cayman Brac szigeteken őshonos. A Cayman Brac-ban található populáció kevesebb, mint 50 egyedből áll, míg a Kis-Kajmánon 1500-as állománnyal bír. Az alfajnak van egy elvadult populációja a Nagy-Kajmán szigeten.
Kaktusz vagy bogáncs közelében, vagy éppen magában a kaktusz belsejébe készíti üregét. Ezek a tüskés növények védelmet, illetve gyümölcseik és virágaik táplálékot nyújtanak a leguán számára. A kaktusz nélküli területeken holt fákban, üreges rönkökben és mészkőhasadékokban találnak otthonra.
Az 1960-as évek közepén kubai sziklaleguánok kisebb csoportját engedték szabadon a Puerto Rico-tól délnyugatra fekvő Isla Magueyes sziget egyik állatkertjéből, amelyből független, szabadon élő vadpopuláció lett. 2000 óta az Amerikai Egyesült Államok belügyminisztériuma beszélt a populáció eltávolításáról és áthelyezéséről. Ettől a fogságból kiszabadult populációtól származik a magángyűjteményekben található kubai sziklaleguánok mintegy 90%-a.

## Alfajai
- Kajmán-szigeteki sziklaleguán (Cyclura nubila caymanensis) – a Kajmán-szigeteken található meg.
- Cyclura nubila nubila – Kubában található meg.

## Megjelenése

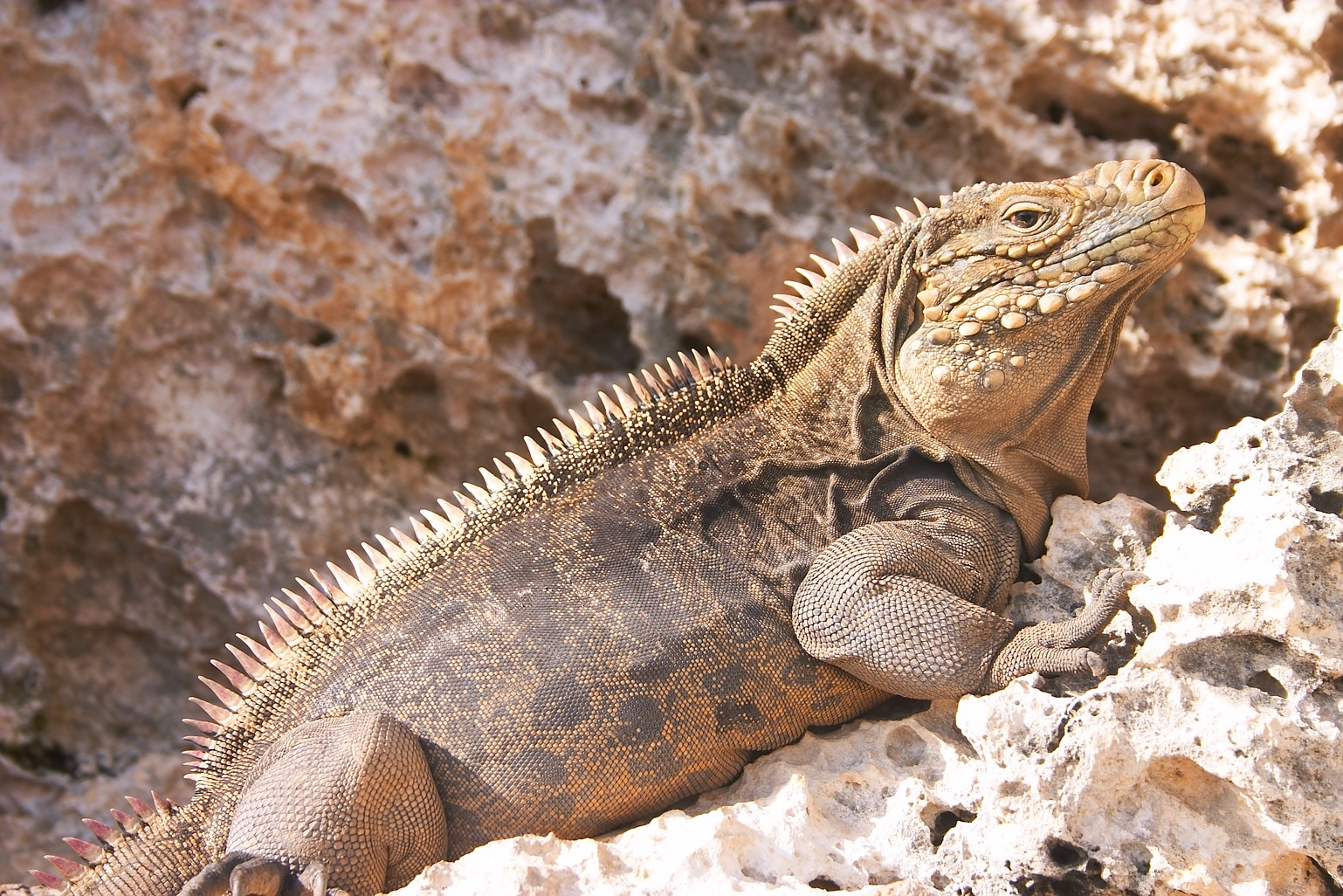
Színe és mintázata segíti a rejtőzést

A kubai sziklaleguán kifejezetten nagynak mondható, méretben csak a Hispaniolában élő rokona, a hispaniolai orrszarvú leguán múlja felül; átlagos testhossza 40 cm, a fejétől a farka tövéig. A Guantánamói-öböl haditengerészeti bázisán találtak már 1,6 méter hosszú hímet is, a nőstény egyedek mérete ennek kétharmada volt. A nemi kétalakúság jelen van, mivel a hímek jóval nagyobbak, mint a nőstények, valamint a hímek combjain kitágult combpórusok találhatók, amelyek a feromonok felszabadítására szolgálnak, hogy magukhoz vonzzák a potenciális partnert és kijelöljék a területüket. A hím kubai szilaleguán bőrének színe a sötétszürkétől a téglavörösig terjed, addig a nőstények bőre olajzöld, sötét csíkokkal vagy sávokkal. Mindkét nem végtagjai feketék, halványbarna, ovális foltokkal és tömör fekete lábfejekkel. A fiatal egyedek általában sötétbarnák vagy zöldek, testüket halvány, sötétebb csíkok vagy foltok tarkítják 5-10 átlós keresztirányú sávban. Ezek a szalagok beleolvadnak a test színébe, ahogy az állat egyre idősebb lesz. Mindkét nem hord egy nyaka alatt lógó lebernyeget, a hátán egy sornyi tüske figyelhető meg a vastag farkáig. Feje és nyaka rövid és vaskos, fogai tömörek és szélesek, álkapocsizmai erősek. Pofáját tüskés kidudorodások borítják, amik az állat korával egyre nagyobbá válnak.

## Életmódja

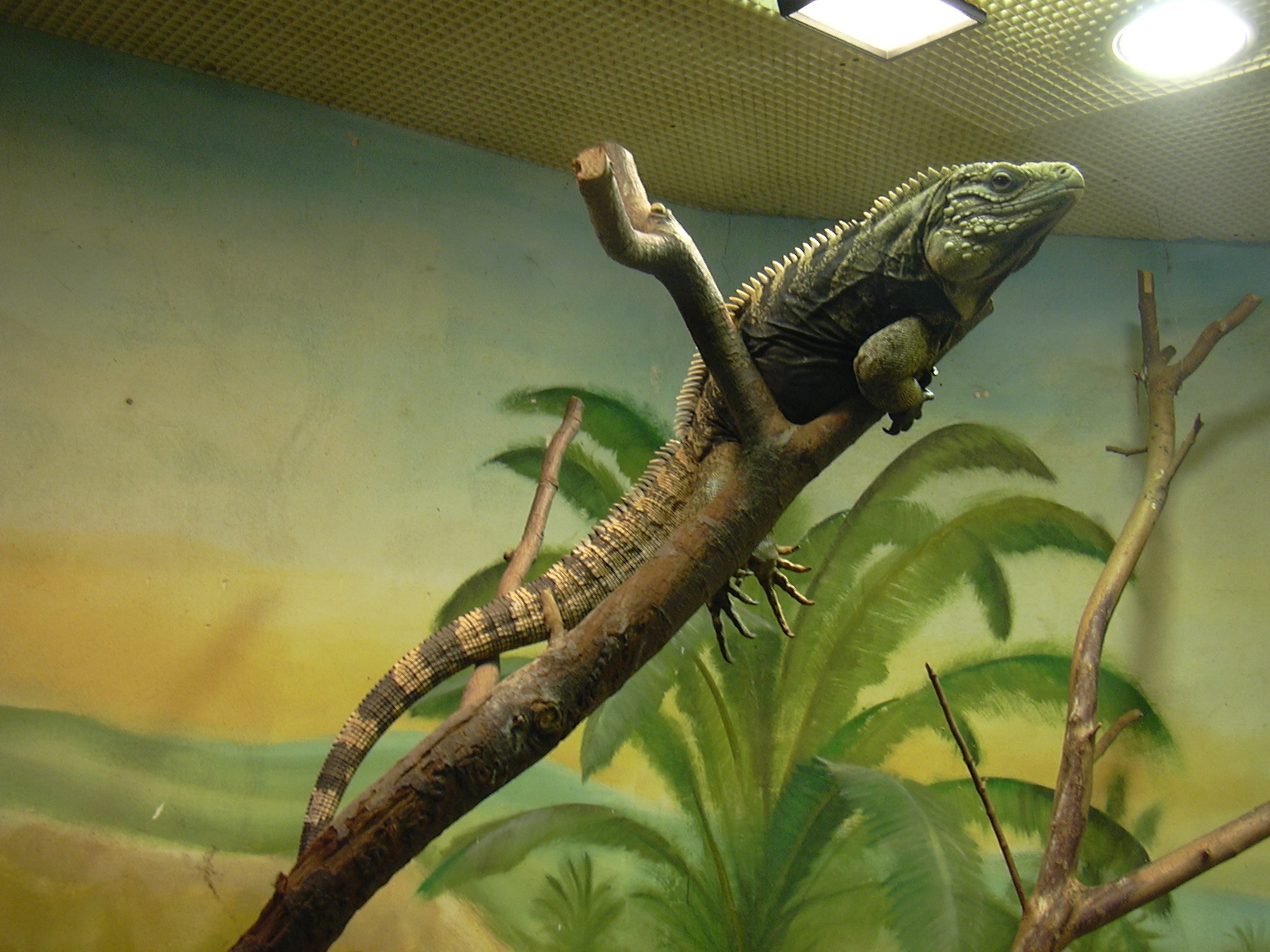

### Táplálkozása
Akárcsak a Cyclura nem többi faja, a kubai sziklaleguán is elsősorban növényevő. Táplálkozhat porcsinnal, fügekaktusszal, fekete mangrovéval és fűvel. Vastagbelének 50%-át fonálférgek telepei foglalják el, ami valószínűleg segítheti megemészteni a magas cellulóztartalmú étrendjét. A kubai sziklaleguán időnként falatozhat állati eredetű táplálékot is, megfigyeltek madarak, halak és rákok teteme után kutató egyedeket. Isla Magueyes-en a kutatók megfigyelték a kannibalizmusnak egy példáját, amikor egy felnőtt nőstény üldözött, elkapott és megevett egy fiatal egyedet. A kutatók szerint a sziget sűrű állománya okozhatta az incidenst.

### Szaporodása
A kubai sziklaleguán 2-3 éves korára válik ivaréretté. A hímek társaságkedvelők, amikor még éretlenek, de a kor előrehaladtával egyre agresszívebbé válnak és keményen védik a területüket a nőstényekért folytatott versengés során. A nőstények toleránsabbak egymással, kivéve a tojásrakás idejét.
A párzási időszak május és június között van, a nőstények június és július idején rendszerint 3-30 tojást raknak le. A terepi kutatások szerint a nőstények minden évben ugyanazon a fészkelőhelyen rakják le a tojásaikat. A fészkek ugyanazon a helyeken épülnek, talán azért, mivel a krokodilokhoz hasonlóan ennél a fajnál is korlátozó tényező a megfelelő fészkelőhelyek hiánya a szaporodási időszakban. A Kubához tartozó Ifjúság-szigeten a kubai sziklaleguánok a kubai krokodil által épített, napfénynek kitett fészekgödrökbe rakják tojásaikat, miután a krokodiltojások már kikeltek. Ezek a fészkek külön vannak a felnőtt leguánok élőhelyétől. A krokodilmentes helyeken gyakran ásnak fészket a homokos partokon. A San Diegó-i Állatkertben egy nőstény fészket épített annak a hosszú kamrának a végére, amelyet a homokban ásott ki. Hetekig állt a közelében, mindenki felé fejcsóváló mozdulatokkal és sziszegő hanggal védte a fészkét; ez a viselkedés a bizonyíték arra, hogy a kubai sziklaleguán őrzi a fészkét. A fiókák a kikeléstől a fészekből való kimászásig minimum több napot, maximum két hetet töltenek a fészekgödörben; a fiatal állatok kikelés után egyenként szétszóródnak.

## Természetvédelmi állapota
Az IUCN vörös listáján a sebezhető kategóriába tartozik a kubai sziklaleguán. Sok állatkertben tenyésztési program zajlik a kubai orrszarvúleguán fennmaradása érdekében.

## Fordítás
- Ez a szócikk részben vagy egészben  a   Cyclura nubila című angol Wikipédia-szócikk fordításán alapul.  Az eredeti cikk szerkesztőit annak laptörténete sorolja fel. Ez a jelzés csupán a megfogalmazás eredetét és a szerzői jogokat jelzi, nem szolgál a cikkben szereplő információk forrásmegjelöléseként.